# Залкинд, Александр Вениаминович
Александр Вениаминович Залкинд (имя при рождении — Сендер-Мендель Бениаминович Залкинд; 1866, Шклов — 29 марта 1931, Иерусалим) — врач, переводчик, общественный деятель.

## Биография
Родился в семье раввина. Изучал медицину в Московском и Казанском университетах. После студенческих волнений (4 декабря 1877) был исключён из Казанского университета, жил в Царицыне (Саратовская губерния).
С апреля 1888 г. учился в университете Берлина.
Вернулся в Россию 25 февраля 1889 г., в Гомеле 10 апреля 1889 г. был арестован вследствие обнаружения его писем у М. Гинсбург и обвинён в содействии деятельности революционных кружков русских эмигрантов в Цюрихе. При обыске в его берлинской квартире был обнаружен экземпляр газеты «Знамя». Дело вело Петербургское жандармское управление, поэтому А. Залкинд с 30 апреля 1889 г. содержался в Трубецком бастионе, с 18 декабря — в Доме предварительного заключения. С 9 июня 1890 г. отбывал 3-летнее одиночное тюремное заключение в Петербургской одиночной тюрьме. После освобождения (в срок заключения по его прошению о помиловании с выражением полного раскаяния было зачтено предварительно заключение) состоял под негласным надзором; в 1892 и 1893 гг. выезжал за границу по паспорту, выданному могилёвским губернатором. С 1894 г. жил в Юрьеве, в 1895 г. получил степень лекаря.
После 1895 года — вольнопрактикующий врач в Гомеле. В 1901 г. был членом «Общества вспомоществования бедным учащимся». В 1908—1915 гг. имел практику в Петербурге. В 1917 г. примкнул к сионистскому движению. С декабря 1917 г. — председатель совета Петроградской еврейской общины, затем — член центрального комитета сионистов Украины.
С 1921 г. — в Палестине; работал врачом и администратором больницы «Хадасса». Основал школу медсестёр. Активно участвовал в работе «Организации Общих сионистов» и Федерации врачей.

## Переводчик
Перевёл с немецкого ряд научных работ, которые были изданы в Петербурге (Петрограде):
- Вексельман В. Лечение сифилиса диоксидиамидоарсенобензолом «Ehrlich-Hata 606» / Пер. с нем. А. Залкинда. — СПб. : журн. «Мед. современник», 1912. — 116 с. (Отт. из журн. «Мед. современник». 1911. № 21-23)
- Дегре В. Лечение детских болезней : Сост. на основании новейш. данных в алф. порядке : С приб. обзора лекарств. веществ, применяемых при лечении детей / Пер. со 2-го перераб. и доп. нем. изд. А. В. Залкинда. — СПб. : журн. «Мед. соврем.», 1912. — 273 с. (Отт. из журн. «Мед. современник». 1912, № 1-4, 6, 9-10, 15)
- Иозеф Э. Руководство к лечению гиперэмией острых хирургических заразных болезней : Теория и практика для врачей и хирургов / Пер. с нем. д-ра А. В. Залкинда. — СПб. : журн. «Мед. современник», 1913. — 187 с. (Медицинский современник ; 1912. № 17-22)
- Коберт Р. Ф. Учебник фармакотерапии / Пер. с нем. А. В. Залкинда. — СПб. : Соврем. медицина и гигиена, 1909. — (Отт. из журн. «Соврем. медицина и гигиена». 1909, № 4-7, 10-15/16)
- Кюльбс Ф. Болезни сердца и кровеносных сосудов / Пер. с нем. д-ра А. В. Залкинда. — Пг. : журн. «Мед. современник», 1916. — 445 с. (Отт. из журн. «Б-ка Мед. современника». 1916. Янв.-апр.)
- Маркс Э. Экспериментальная диагностика, серотерапия и профилактика заразных болезней / Пер. с 2-го нем. изд. М. Я. Брейтмана и А. В. Залкинда. — СПб. : Соврем. медицина и гигиена, 1908. — 316 с. (Отт. из журн. «Современная медицина и гигиена», 1908, № 7/8-15/16)
- Мюллер Г. Ортопедия для практических врачей / Пер. с нем. А. В. Залкинда. — СПб. : журн. «Мед. современник», 1913. — 191 с. (Отт. из журн. «Мед. современник». 1913, № 1-5)
- Рейсс А. Болезни новорожденных / Пер. с нем. А. В. Залкинда. — Пг. : журн. «Мед. современник», 1916. — 439 с. (Отт. из журн. «Б-ка Мед. современника». 1915, янв.-дек.)
- Тоутон К., Фендт Г. Лечение сифилиса до и после введения сальварсана : Для практ. врачей / Пер. с нем. А. В. Залкинда. — СПб. : журн. «Мед. современник», 1913. — 80 с. (Медицинский современник ; 1912, № 23-24)
- Фелинг Г., Франц К. Учебник женских болезней / Пер. с 4-го изм. и расшир. нем. изд. А. В. Залкинда. — СПб. : журн. «Мед. современник», 1914. — 463 с. (Отт. из журн. «Мед. современник», 1913, № 18-24)
- Фингер Э. Болезни кожи / Пер. с нем. А. В. Залкинда. — СПб. : журн. «Современ. медицина и гигиена», 1908. — 399 с. (Современная медицина и гигиена ; 1908 № 1-10)
- Финкельштейн Г., Мейер Л. Ф. О «белковом молоке» : К вопросу об искусств. вскармливании / Пер. с нем. А. В. Залкинда. — СПб. : журн. «Мед. современник», 1911. — 80 с. (Отт. из журн. «Мед. современник», 1911, № 1, 4, 6)
- Франкенхойзер Ф. Физические методы лечения / Пер. с нем. А. В. Залкинда. — СПб. : журн. «Мед. современник», 1913. — 222 с. (Отт. из «Мед. современника», 1913, № 7-11, 13)
- Франкль О. Физические методы лечения в гинекологии / Пер. с нем. А. В. Залкинда и Я. Б. Эйгера. — СПб. : журн. «Соврем. медицина и гигиена», 1907. — 216 с. (Отт. из журн. «Соврем. медицина и гигиена», 1907, № 2, 4-7)
- Френкель А., Корте В. Современное состояние хирургии легких : Реф., прочит. в Берл. мед. о-ве 24 янв. 1912 г. / Пер. с нем. А. В. Залкинда. — СПб. : журн. «Мед. современник», 1912. — 47 с.
- Шлезингер Г. Показания к хирургическому вмешательству при внутренних болезнях : Для практ. врачей / Пер. с нем. А. В. Залкинда. — 2-е изд., соверш. перераб. и увелич. — СПб. : журн. «Мед. современник», 1911. — 499 с. (Отт. из журн. «Мед. современник». 1911, № 1-4, 6, 8-10, 12, 16-19)
- Штерн Р. Травматическое происхождение внутренних болезней : Клинич. очерки с обращением особенного внимания на освидетельствование лиц, потерпевших вследствие несчаст. случаев / Пер. с нем. А. В. Залкинда. — 2-е изд., перераб. — СПб. : журн. «Мед. современник», 1911. — (Отт. из журн. «Мед. современник». 1911, № 2, 3, 5, 7-9, 11-13)

(Источник — Электронные каталоги РНБ)